# بیمارستان آموزشی اسلو
بیمارستان آموزشی اسلو (به نروژی: Oslo universitetssykehus HF) یکی از بزرگترین بیمارستان‌های منطقه اسکاندیناوی می‌باشد که نیروی کاری بیشتر از ۲۰٬۰۰۰ را به اشتغال واداشته است. این بیمارستان که در ابتدای سال ۲۰۰۹ افتتاح شد، در اصل از ادغام ۳ بیمارستان باسابقه نروژ به‌وجود آمده است. این بیمارستان دارای رابطه علمی با دانشگاه اسلو بوده و مسئولیت اورژانس پیش‌بیمارستانی نواحی شرقی و جنوبی نروژ و حتی کل کشور را بر عهده دارد.